# Hugo Johansson (tir sportif)
Pour les articles homonymes, voir Hugo Johansson.
Carl Hugo Johansson, né le 16 juin 1887 à Stockholm (Suède) et mort le 23 février 1977 dans la même ville, est un tireur sportif suédois.

## Palmarès
- Jeux olympiques d'été de 1912 à Stockholm :
  -  Médaille d'or en carabine libre par équipes.
  -  Médaille de bronze en carabine par équipes.

- Jeux olympiques d'été de 1920 à Anvers :
  -  Médaille d'or en carabine libre à 600 mètres.
  -  Médaille de bronze en carabine libre à 600 m par équipes.
  -  Médaille de bronze en carabine libre à 300 m debout par équipes.